# Franz Baugut
Franz Baugut SJ (tschechisch Frantíšek Baugut; auch: Baugatta; * 1668 in Wartenberg, Leitmeritzer Kreis in Nordböhmen; † 16. Februar 1726 in Iglau, Iglauer Kreis) war ein böhmischer Bildhauer, Schnitzer, Baumeister und Tischler.

## Leben
Franz Baugut gehörte dem Kuttenberger Jesuitenkolleg an und leitete dessen Tischler- und Holzschnitzerwerkstatt. In den Jahren 1723 bis 1725 war er am Bau des Iglauer Schulgebäudes des Jesuitenordens beteiligt. Seine Schnitzarbeiten zeichnen sich durch eine reiche ornamentale Gestaltung aus. Die Atlantenstatuen auf dem großen Brunnen in Budweis wurden ihm irrtümlich zugeschrieben. Sie wurden 1720–1727 von Jan und Josef Dietrich geschaffen, wobei Franz Baugut die Bauaufsicht oblag.

## Werke
- Kutná Hora:
  - Mehrere Heiligenfiguren auf der Galerie unterhalb des Jesuitenkollegs (1703–1717)
  - Plastiken am Haus Nr. 325 „U kola“ (um 1700)
  - Mariensäule (wahrscheinlich nach Entwurf von Johann Blasius Santini-Aichl; 1713–1725)
- Luže in Ostböhmen: Plastische Dekoration der ehemaligen Wallfahrtskirche der Jungfrau Maria auf dem Chlumek (mit Jan Kostelník und Maximilian Brabenec; 1699–1708)
- Počátky in Südböhmen:
  - Altäre der Kirche Menschwerdung Gottes (zugeschrieben)
  - Statuengruppe hl. Nepomuk (1717–1720)
- Reliefschnitt Heilige Familie (1686) im Kunstgewerbemuseum in Prag